# مقیاس لیکرت

نمونهٔ پرسش‌نامهٔ لیکرت

مقیاس لیکرت (به انگلیسی: Likert scale) یک مقیاس روان‌سنجی است که مکرراً در پرسشنامه‌های پژوهشی مورد استفاده قرار می‌گیرد. استفاده از این مقیاس در نظرسنجی‌های پژوهشی آنقدر رایج است که اصطلاح‌های مقیاس لیکرت و مقیاس رتبه‌بندی را متناوباً به جای هم به کار می‌برند، هرچند اولی زیرمجموعه‌ای از دومی است. در میان پژوهشگران حوزه‌های مختلف کسب و کار، اصطلاح طیف لیکرت نیز استفاده می‌شود. این مقیاس به افتخار مبدع آن، رنسیس لیکرت نامگذاری شده‌است. لیکرت بین خود مقیاس (که از پاسخ جمعی به تعدادی پرسش به دست می‌آید) و شیوهٔ امتیازدهی به پاسخ‌ها تمایز قائل شد. از دیدگاه فنی مقیاس لیکرت تنها به اولی گفته می‌شود. مقیاس لیکرت عموماً برای اندازه‌گیری دیدگاه، احساس، نظر و مواردی از این قبیل که قابل مشاهده نیستند اما می‌توانند بر رفتار مخاطب مؤثر باشند، به کار می‌رود، مانند رضایت مشتری (بسیار ناراضی تا بسیار راضی)، آشنایی (کاملاً ناآشنا تا کاملاً آشنا)، مقبولیت (به‌شدت مخالف تا به‌شدت موافق) و احتمال (اساساً غیرمحتمل تا بسیار محتمل).
مقیاس‌های امتیازی مختلفی در مقیاس لیکرت استفاده می‌شوند. در مفاهیم دوقطبی یا دوسویه، مقیاس امتیازی ۵ یا ۷ متداول است در حالی‌که در مفاهیم تک‌قطبی یا یک سویه، استفاده از مقیاس امتیازی ۴ یا ۶ متداول است. مطالعات مختلف نشان داده‌اند که پایایی و روایی مقیاس‌های ۲ یا ۳ امتیازی در مقایسه با مقیاس‌های امتیازی بیشتر، کمتر است و سطح پایایی و روایی در مقیاس‌های امتیازی بیشتر از ۷ نیز تا حدی کاهش می‌یابد.
در کلیه منابع، بر مشخص کردن برچسبی که به‌راحتی برای مخاطب پرسشنامه قابل تفسیر باشد تأکید شده‌است. پاسخ‌دهندگان باید تفسیر یکسانی از معنای برچسب مقیاس‌های امتیازی داشته باشند. در برخی منابع توصیه شده‌است کلیه اعداد طیف دارای برچسب باشند در حالی‌که از نگاه برخی منابع دیگر، مشخص‌کردن برچسب ابتدا، انتها و وسط طیف (در صورت وجود) کفایت می‌کند. برچسب‌هایی مانند موافقت یا مخالفتی ندارم، مطمئن نیستم، همان‌طور که انتظار داشتم و نظری ندارم معمولاً برای گزینه وسط طیف استفاده می‌شوند.

## همچنین ببینید
- مقیاس بورگ
- مقیاس فاصله اجتماعی بوگاردوس
- الماس اضداد
- عامل K
- مقیاس گاتمن
- روان درمانی
- مقیاس موکن
- مقیاس‌های تکمیل عبارت
- پرسشنامه
- ساخت پرسشنامه
- مقیاس رتبه‌بندی
- رتبه‌بندی سایت‌ها
- مقیاس عزت نفس روزنبرگ
- رضایت بخش
- تفاوت معنایی
- مقیاس ترستون
- نظام رای‌گیری

## پیوندهای بیرون
- Wikipedia contributors, "Likert scale," Wikipedia, The Free Encyclopedia, https://en.wikipedia.org/w/index.php?title=Likert_scale&oldid=691610589 (accessed November 25, 2015).